# فرودگاه ناماتانائی
فرودگاه ناماتانائی (به انگلیسی: Namatanai Airport) یک فرودگاه با کد یاتا ATN است . این فرودگاه در کشور پاپوآ گینه نو قرار دارد و در ارتفاع ۴۲ متری از سطح دریا واقع شده‌است.